# NFL Protector of the Year
L'NFL Protector of the Year è il premio assegnato, a partire dalla stagione 2025, al miglior offensive lineman della National Football League (NFL).
Istituito a seguito delle richieste di importanti offensive lineman, come Dion Dawkins e Andrew Whitworth, il premio vuole essere un riconoscimento ad uno dei ruoli meno in evidenza ma al contempo più fondamentale per il successo della fase offensiva di una squadra in questo sport.

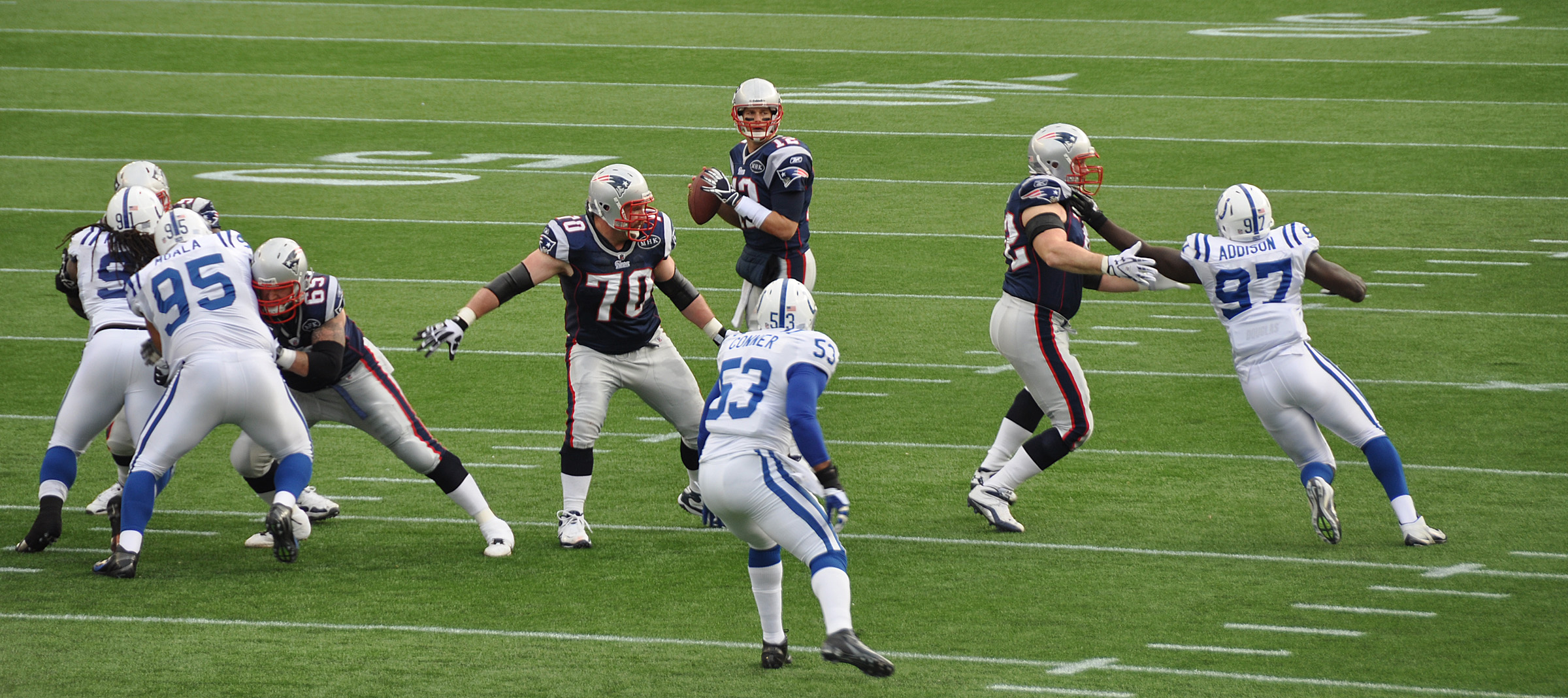
Offensive lineman dei Patriots proteggono il quarterback Tom Brady dagli avversari

Questo riconoscimento, assegnato da un'apposita commissione che vede anche la partecipazione di ex giocatori, vuole premiare non solo le statistiche messe in campo da center, guardie e offensive tackle, ma soprattutto la mentalità, la grinta e la leadership dimostrate da giocatori che rappresentano la spina dorsale di una squadra, guidando e proteggendo l'attacco.
Il premio è conferito nel corso della cerimonia annuale degli NFL Honors che si tiene nei giorni precedenti il Super Bowl.

## Albo d'oro
| Stagione | Vincitore | Ruolo | Squadra | Note |
| -------- | --------- | ----- | ------- | ---- |
| 2025     | -         | -     | -       |      |